# Палац Косельських у Маниківцях
Палац Косельських — архітектурна пам'ятка початку 19 століття, розташований у селі Маниківці, Деражнянського району, Хмельницької області. Будівля були вилучена у радянський період і перейшла у відання місцевої влади. На сьогоднішній день садиба Косельського є сільською школою.

## Характеристика
Маєток виконаний у романському стилі, має прямокутну форму та три башти – дві шестикутні з північного боку та прямокутну з півдня. Колись башти прикрашали дахи з шпилями і флюгерами (їх ліквідували у 1970-х роках, але збереглася стара фотографія). Остання реконструкція відбулася у 2002 році. Тут немає одного парадного входу, а є чотири рівноцінні, з кожного входу на другий поверх ведуть спіральні сходи. Усередині збереглися фрагменти автентичного дерев'яного оздоблення стін, сходів, паркет, плитка, грубки, підвальні приміщення та потужні балки перекриття і даху. Деякі класи мають оригінальне планування: це може бути кругла чи напівкругла форма, або ж посередині кімнати арка-склепіння. Площа будинку 1860 м. кв, товщина стін - до 2,5 м, в деяких приміщеннях залишки оригінального паркету, у холі - автентична плитка на підлозі. У підвалах були кухня, комори та в'язниця.

## Історія
Вінсент Косельський купив Маниківці в княгині Марії Віртемберзької у 1816 році, чи був у селі палац до того часу, невідомо. В 1739 році село було в оренді за 500 золотих у Давида Гершковича. У 1835 році Вінсент одружився з Антоніною Скибневською, представницею одного з найбагатших подільських родів. Успадкував Маниківці син Вінсента від першого шлюбу, Людвік Косельський (народився в 1804 р.), маршалок шляхти летичівського повіту, чоловік Кароліни Маковецької. Маниківцями і відповідно палацом Косельські володіли до 1917 року. Після Жовтневого перевороту тут спочатку містився сільськогосподарський технікум, машинно-тракторна станція, потім сільський клуб. Школа в палаці з 1956 року.